# Kirby 64: The Crystal Shards
Kirby 64: The Crystal Shards es un videojuego de plataformas de acción del año 2000 desarrollado por HAL Laboratory y publicado por Nintendo para la Nintendo 64 (N64). Es el primer juego de Kirby con gráficos de computadora en 3D y sigue a Kirby en su intento de recomponer un cristal sagrado destrozado por Dark Matter. El juego se ve desde una perspectiva 2.5D y es similar a los anteriores títulos de Kirby: el jugador atraviesa niveles y obtiene poderes comiéndose a los enemigos. Kirby 64 introduce los Power Combos, la posibilidad de mezclar poderes para crear otros más poderosos. En el modo multijugador, hasta cuatro jugadores pueden competir en tres minijuegos.
El desarrollo comenzó en septiembre de 1997. El juego estaba previsto para el complemento 64DD de N64, pero se convirtió en un título estándar de N64 tras el fracaso del complemento. Inicialmente, HAL planeó utilizar el stick analógico del mando de N64 para Kirby 64, pero cambió al D-pad un año antes del lanzamiento.
El juego recibió críticas principalmente positivas, con elogios dirigidos a sus coloridos efectos visuales y estilo de juego clásico, pero críticas hacia su decepcionante baja dificultad y corta duración. El juego se reeditó para la Consola Virtual de Wii en 2008, para Wii U en 2015 y para Nintendo Switch Online + Expansion Pack en 2022. El juego también se incluyó en el recopilatorio para Wii Kirby's Dream Collection (2012). Kirby 64: The Crystal Shards fue el último juego tradicional de Kirby para consolas domésticas hasta Kirby's Return to Dream Land (2011).

## Sistema de juego
Kirby 64: The Crystal Shards es un videojuego de plataformas de desplazamiento lateral similar a los anteriores de la serie Kirby. Su historia comienza cuando Dark Matter invade Ripple Star, un planeta poblado por hadas. El hada Ribbon huye con un cristal sagrado, pero Dark Matter lo hace añicos y lo esparce por toda la galaxia. Ribbon aterriza en Pop Star y conoce a Kirby, que acepta ayudar a recuperar los fragmentos y derrotar a Dark Matter. Por el camino, consiguen la ayuda de la artista Adeleine, Rey Dedede y el esbirro de Dedede, Waddle Dee, después de que cada uno de ellos tropiece con un fragmento de cristal y acabe poseído por Dark Matter, lo que obliga a Kirby a luchar contra cada uno de ellos para liberarlos de la influencia de Dark Matter.
Similar a otros juegos de plataformas contemporáneos como Pandemonium! (1996) y Klonoa: Door to Phantomile (1997), Kirby 64 es un juego de plataformas en 2.5D; Aunque los entornos y los personajes se representan en gráficos 3D, la mecánica se limita a un plano 2D. Los jugadores controlan a Kirby con el D-pad del mando de Nintendo 64. Como en anteriores juegos de Kirby, Kirby puede caminar o correr, agacharse, saltar e inhalar enemigos u objetos para escupirlos como balas. Puede volar durante un tiempo limitado inflándose; mientras vuela, Kirby no puede atacar ni usar sus otras habilidades, aunque puede soltar una débil bocanada de aire. Al comerse a ciertos enemigos, Kirby puede obtener una de las siete habilidades de copia, potenciadores que le permiten adoptar las propiedades que poseía el enemigo. En algunos niveles, Kirby cabalgará a lomos del Rey Dedede, lo que le permitirá superar ciertos obstáculos con el martillo de Dedede; en otros niveles, Kirby cabalgará en un carro de mina o en un tobogán pilotado por Waddle Dee.
Kirby 64 introduce los Power Combos, la opción de combinar las habilidades de copia de Kirby. Los Power Combos se pueden crear inhalando a dos enemigos a la vez, lanzando una habilidad a otro o escupiendo a un enemigo a otro. Los dos últimos métodos crean una estrella de color que se puede recoger para obtener el Power Combo. Hay 28 combinaciones posibles, que son más fuertes que las habilidades de copia normales o tienen efectos añadidos. Por ejemplo, combinando las habilidades «Quemar» y «Aguja», Kirby puede disparar flechas de fuego. Los jugadores también pueden mezclar dos habilidades iguales, lo que aumentará su poder.
El juego se desarrolla en seis mundos, divididos en varios niveles. Una vez que el jugador selecciona un nivel, debe recorrerlo evitando enemigos y obstáculos. Si Kirby o el Rey Dedede tocan a un enemigo o un obstáculo, pierden salud. La salud puede reponerse comiendo alimentos repartidos por los niveles. Si el personaje pierde toda su salud, cae por la parte inferior de la pantalla o es aplastado, el jugador pierde una vida. Si se pierden todas las vidas, se acaba la partida. Los jugadores pueden ganar vidas recogiendo estrellas o 1-ups. Hay fragmentos del cristal esparcidos por los niveles, y aunque los Power Combos son opcionales, son necesarios para recoger varios de los fragmentos. Al final de cada nivel, los jugadores juegan una partida de bonificación para recoger comida, estrellas o cartas con información sobre los enemigos. Algunos niveles cuentan con jefes a los que el jugador debe derrotar para avanzar. Los jugadores deben recoger todos los fragmentos de cristal para llegar al jefe final del juego y al verdadero final.
Aparte de las plataformas para un jugador, se puede acceder a un modo multijugador desde el menú principal. Aquí, hasta cuatro jugadores pueden competir en tres minijuegos: 100-Yard Hop, una carrera hasta la línea de meta; Bumper Crop Bump, una competición para recoger comida; y Checkerboard Chase, un juego en el que el último hombre queda en pie. Los jugadores pueden ajustar el nivel de dificultad y controlar a Kirby, el Rey Dedede, Adeleine o Waddle Dee.

## Desarrollo

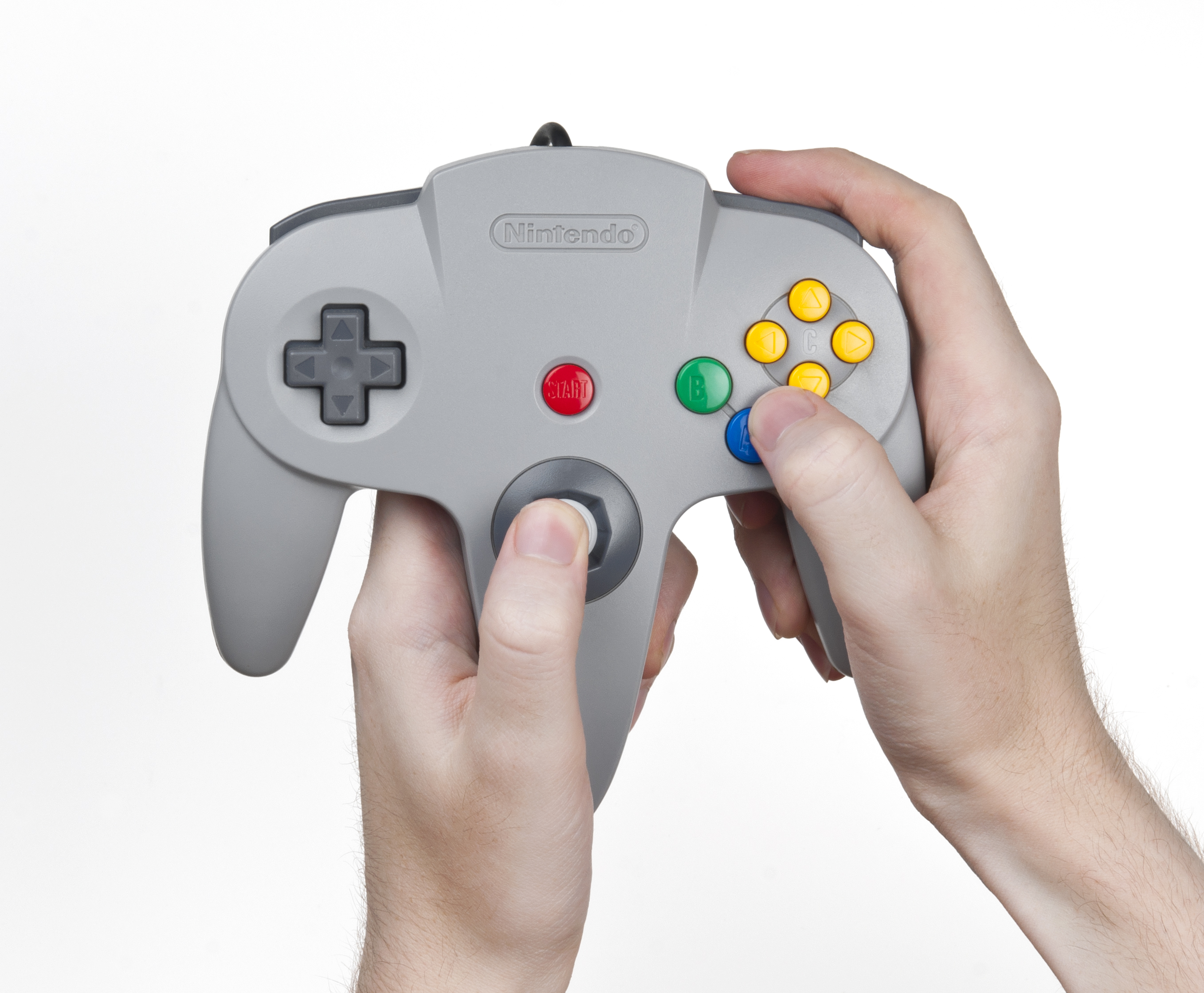
Kirby 64 se diseñó para utilizar el stick analógico del mando de N64, pero se cambió por el D-pad durante el desarrollo.

Kirby 64 fue desarrollado por HAL Laboratory y fue el primer juego de la serie Kirby con gráficos en 3D. El desarrollo comenzó en septiembre de 1997, poco antes del lanzamiento de Kirby's Dream Land 3. En aquella época, los gráficos en 3D empezaban a ser habituales, así que HAL quiso crear un juego de Kirby en 3D. Según el director del proyecto, Takashi Saito, mantener el proyecto dentro de plazo fue todo un reto debido a la minuciosidad de HAL, por lo que tuvo que equilibrar la creación de un juego de calidad con su lanzamiento a tiempo. El equipo de desarrollo tuvo que tener cuidado al pasar el estilo artístico de la serie a las 3D, ya que no querían decepcionar a los devotos de Kirby. El juego se desarrolló inicialmente para la 64DD, una unidad de disco adicional para Nintendo 64 (N64), pero se convirtió en un cartucho estándar de N64 después de que el complemento fracasara comercialmente.
En octubre de 1997, HAL había creado un prototipo para experimentar con Kirby en 3D. El estudio trabajó en este prototipo, que utilizaba el stick analógico del mando de N64 para controlar a Kirby, hasta aproximadamente un año antes del lanzamiento. Saito dijo que el prototipo estaba casi terminado y «era bastante bueno», pero el equipo pensó que podían hacerlo mejor. HAL cambió la configuración de control del stick analógico al D-pad porque el juego se desarrollaba en un plano 2.5D en lugar de 3D. En el Space World de 1999, los desarrolladores observaron a unos niños jugar con la configuración original. Se dieron cuenta de que los niños dejaban el mando de N64 en el soporte promocional cuando usaban el stick analógico, y tenían problemas para usar el botón Z del hombro que era esencial en la configuración. Idear un nuevo esquema de control dio lugar a un debate, ya que HAL utilizaba el botón Z de forma destacada en Super Smash Bros. (1999). El equipo se decantó por la configuración del D-pad tras una exitosa prueba con alumnos de primaria.
Kirby 64 fue dirigido por Shinichi Shimomura, que ya había dirigido Kirby's Dream Land 2 y Kirby's Dream Land 3 anteriormente. Es temáticamente similar a esos juegos; Adeleine, un personaje secundario, y 02, el jefe final, son reinterpretaciones de personajes de Kirby's Dream Land 3. El creador de la serie, Masahiro Sakurai, tuvo poca participación en el proyecto y evitó jugarlo durante su desarrollo, ya que temía que cualquier comentario que hiciera entrara en conflicto con la visión de HAL. La mecánica de juego Power Combo se concibió para potenciar las habilidades de Kirby y experimentar qué pasaría si se mezclaran habilidades de copia. Saito señaló que el juego está diseñado para todas las edades y que es fácil o difícil según el estilo de juego. Si el jugador confía demasiado en los Power Combos, el juego se vuelve difícil, pero es más fácil si no lo hace. Originalmente, iba a haber varios personajes jugables (incluido Waddle Dee, cuya jugabilidad se centraba en recoger objetos), pero sólo Kirby y el Rey Dedede siguieron siendo jugables en el juego final. Ribbon, el hada, se concibió como un medio para cambiar el personaje del jugador. La tecnología de N64 también hizo posibles los minijuegos para cuatro jugadores.
La banda sonora del juego corrió a cargo de Jun Ishikawa e Hirokazu Ando, compositores habituales de la serie Kirby. Sus influencias estilísticas incluyen el synth-pop y el techno. Ishikawa pasó cerca de un año creando la mayor parte de la música y los efectos de sonido del juego, y creyó que componer la música de las zonas finales como música de jazz sorprendería a los jugadores acostumbrados a las influencias electrónicas típicas de la serie. Ya avanzado el desarrollo, Ishikawa fue informado de un jefe que desconocía, lo que le obligó a componer rápidamente una pista reutilizando muestras de canciones que ya había terminado. El resultado, una canción minimalista de batería y bajo sin melodía, agradó a los diseñadores del jefe.
El editor Nintendo anunció el juego en el E3 de 1999. Según IGN, la representación de Kirby en N64 era «muy esperada», ya que un juego anterior de la serie para la consola—Kirby's Air Ride—había sido cancelado. Kirby 64 salió a la venta en Japón el 24 de marzo de 2000, en Norteamérica el 26 de junio de 2000 y en Europa el 22 de junio de 2001. GameSpot señaló que, a diferencia de otros juegos de Kirby, Kirby 64 vio la luz antes de que finalizara el soporte para su sistema. Saito comentó que quería lanzar el juego antes, pero que más tiempo de desarrollo significaba más pulido. Fue el último juego tradicional de Kirby para consola doméstica hasta Return to Dream Land (2011).
Nintendo reeditó Kirby 64 para la Consola Virtual de Wii y Wii U en 2008 y 2015, respectivamente. El juego también se incluyó en Kirby's Dream Collection (2012), un recopilatorio del 20º aniversario de títulos de Kirby para Wii. Kirby 64 fue relanzado el 20 de mayo de 2022, en el servicio Nintendo Switch Online + Expansion Pack.

## Recepción
Kirby 64 recibió «críticas generalmente favorables», según el agregador de críticas Metacritic. La crítica lo comparó con otros juegos de plataformas en 2.5D de N64, como Goemon's Great Adventure (1998) y Yoshi's Story (1997), para algunos, su jugabilidad y efectos visuales recordaban a los antiguos juegos de plataformas de Nintendo Entertainment System y Super NES. Edge lo consideró un detrimento, y escribió que el juego adolecía de falta de innovación en medio de otras franquicias de Nintendo que se estaban estableciendo en el creciente mercado de los juegos en 3D. Así lo explican: «Sencillamente, Kirby 64 no ofrece la suficiente originalidad o longevidad como para destacar entre la gran cantidad de inventivos juegos de plataformas que ya existen en N64». GameFan escribió que, aunque era un buen descanso de los juegos en 3D, los gráficos de Kirby 64 se parecían a los de los juegos de Super NES y pronto parecería anticuado.
Los críticos creían que Kirby 64 carecía de longevidad y dificultad. N64 Magazine opinó que los primeros niveles eran divertidos, pero que las fases posteriores se volvieron aburridas, y opinó que el juego se habría beneficiado de un diseño de niveles más complejo. Creían que Kirby 64 había desperdiciado potencial y lo describieron como «efímero y repetitivo». Electronic Gaming Monthly escribió que «el ritmo lento del juego y su baja dificultad hacían difícil mantener el interés después de un tiempo». Ambas revistas coincidieron en que intentar encontrar todos los fragmentos añadía cierto desafío, pero GameSpot escribió que incluso este contenido podría completarse en un periodo de alquiler de tres días. IGN e Hyper también recomendaron el juego como alquiler para jugadores mayores, y sólo como compra para niños. Los gráficos «monos» y los elementos de la historia también influyeron en los críticos para recomendar el juego a los niños. Los minijuegos también fueron criticados por aportar poco a la longevidad del juego, aunque sí se hicieron algunas comparaciones positivas con Mario Party.
Aunque los gráficos fueron criticados por su simplicidad y cutrez, también recibieron importantes elogios. N64 Magazine calificó los gráficos como el mejor aspecto del juego y alabó los escenarios y entornos. Electronic Gaming Monthly calificó los colores de «brillantes» y «limpios», e Hyper escribió que parecía un libro de ilustraciones con su sombreado pastel. Nintendo Power comparó el aspecto simpático y colorido del juego con Yoshi's Story. IGN escribió que Kirby 64 era «Simple. Caricaturesco. Colorido. [...] Es un juego de Kirby, y tiene exactamente el aspecto que cabría esperar». Varios críticos elogiaron las animaciones de los personajes. GameSpot escribió que los personajes parecían reales, e Hyper sintió que había personalidad en todos los personajes y enemigos.
Entre las críticas retrospectivas, Nintendo Life comentó que el aspecto visual del juego se mantenía gracias a sus estilizados sombreados y colores, y consideraba que los entornos daban una sensación de grandeza que otros títulos de Kirby rara vez captan. Eurogamer escribió que «no hace tanto con la N64 como podría haber hecho, y sigue siendo un eterno segundón en el panteón de Nintendo por esa misma razón, pero eso no es excusa para descartar algo tan atractivo y pulido». GamesRadar catalogó Kirby 64 como el sexto mejor juego de Kirby (en 2012) y el 23º mejor juego de N64. USgamer lo clasificó como el 13º mejor juego tradicional de Kirby de 16 en 2017, calificándolo de «poco inspirado».